# ヴィト・ダンコーナ
ヴィト・ダンコーナ（Vito D'Ancona）として知られるヴィターレ・ダンコーナ（Vitale D'Ancona 、1825年8月12日 - 1884年1月9日）はイタリアの画家。「マッキア派」の画家の一人である。 

## 略歴
マルケ州のペーザロに生まれた。裕福なユダヤ系の家族で、兄弟には上院議員になったSansone D'Ancona(1814-1894)や評論家、作家になったAlessandro D'Ancona(1835-1914)がいる。
フィレンツェで版画家のサムエーレ・イェージ(Samuele Jesi)に学んだ後、美術アカデミーに入学し、ジュゼッペ・ベッツォーリに学んだ。学生仲間のセラフィーノ・デ・ティヴォリと友人になり、当時新しい美術の潮流であった「印象派」の絵画への情熱を共有した。
1850年頃にフィレンツェの芸術家たちのたまり場であった「カッフェ・ミケランジョロ」にしばしば通い「マッキア派」の画家、特にテレマコ・シニョリーニと語りあった。シニョリーニからフランスでの新しい美術の動きを学んだ。
1867年にパリに出て、7年ほどパリに滞在した。パリのイタリア人芸術家のコミュニティでセラフィーノ・デ・ティヴォリやジュゼッペ・デ・ニッティス、ジョヴァンニ・ボルディーニらと活動し、コローやクールベといったフランスの指導的な画家たちと交流した。当時フランスで流行していた「ジャポニズム」の影響も受けた。梅毒を患い、イタリアに帰国し、1878年には美術活動を止め 、1884年にフィレンツェで亡くなった。

## 作品

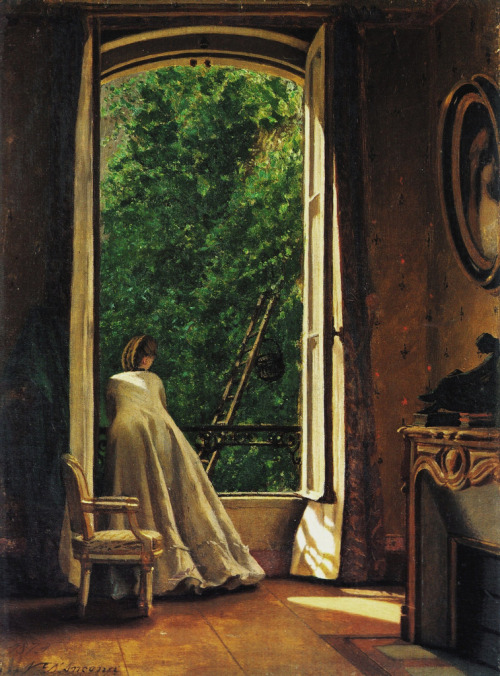
"La finestra sul pomaio" (1873)
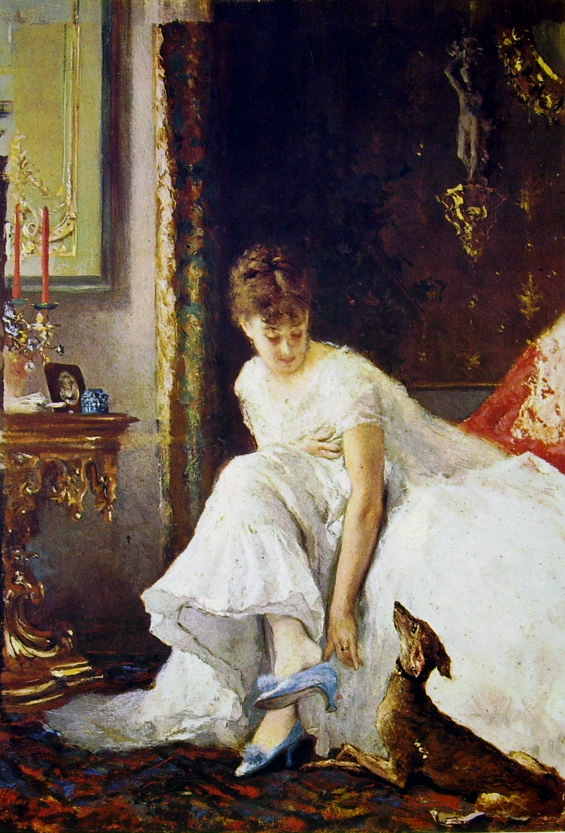
「白いドレスの娘」
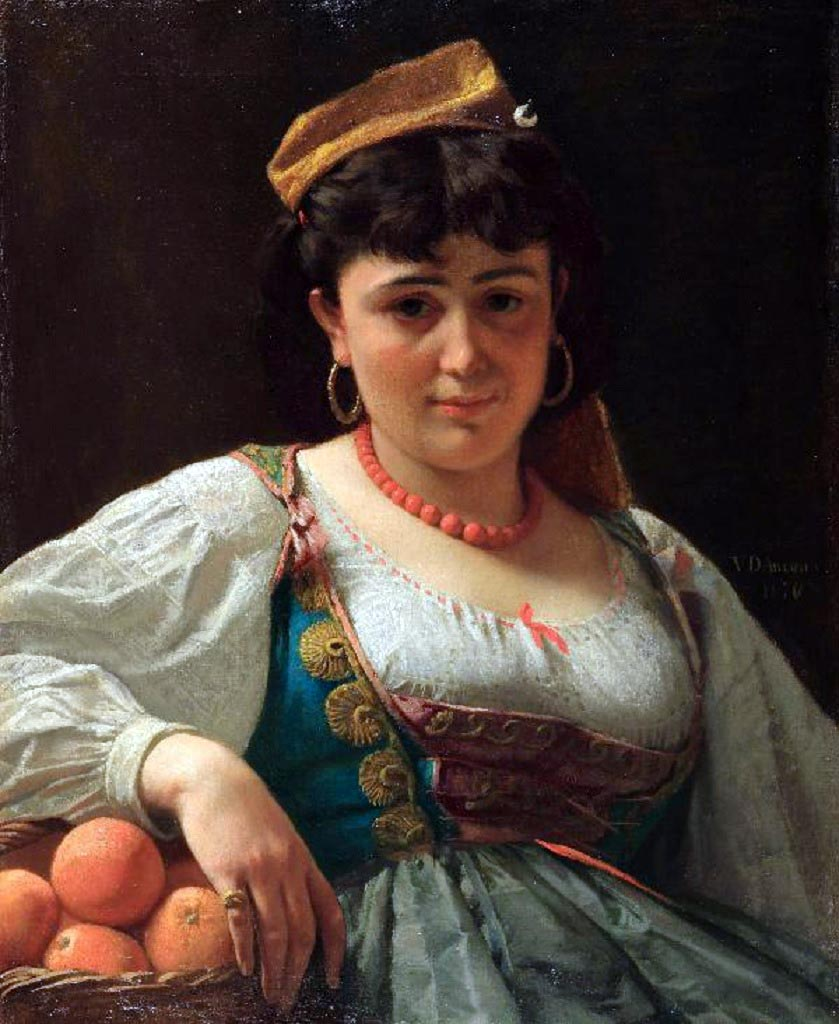
シチリアのオレンジ売り(1870)
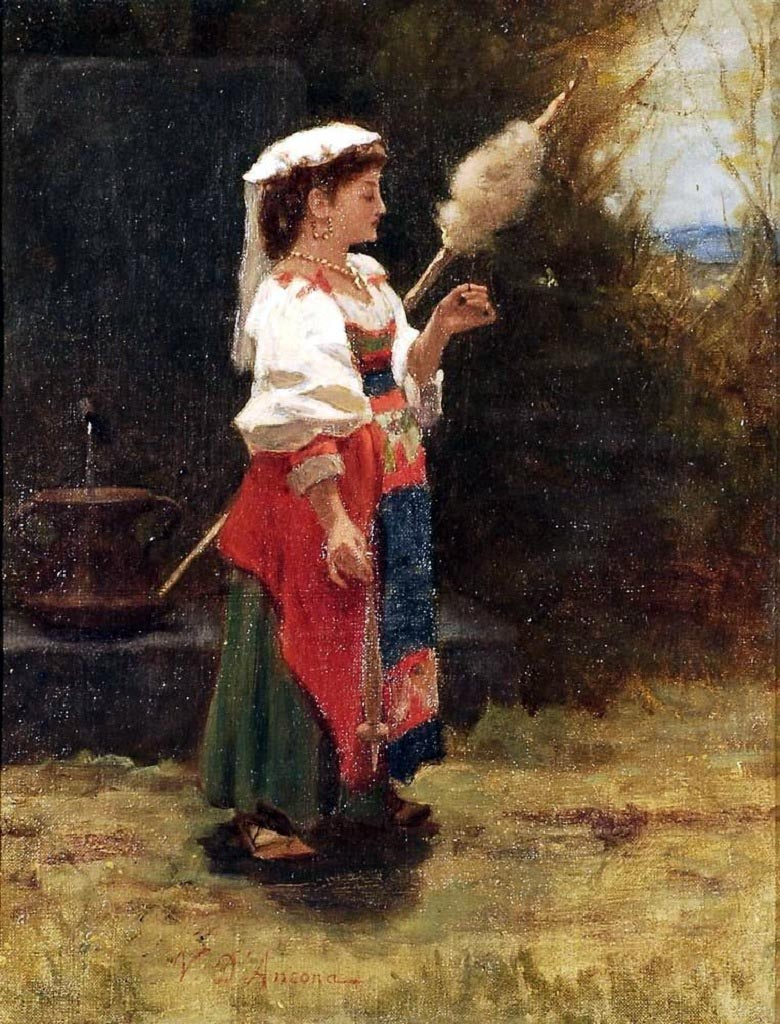
糸繰をする女性

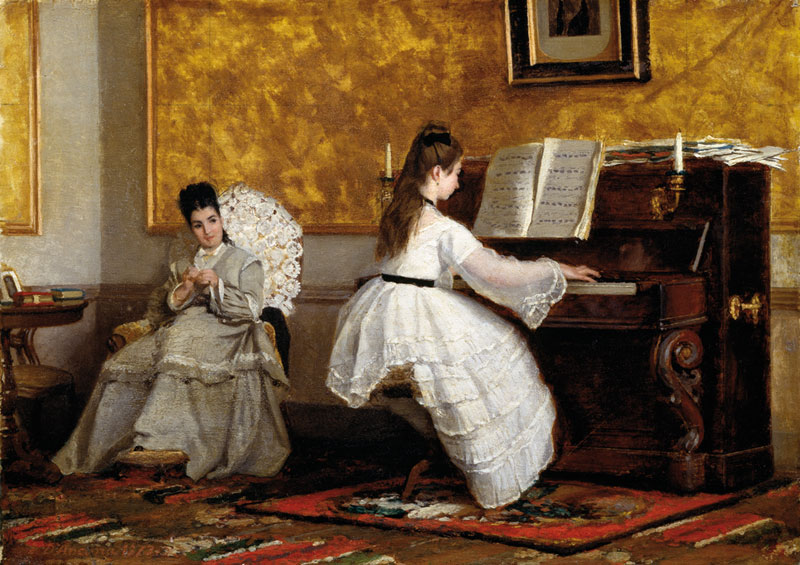
「ピアノの練習」
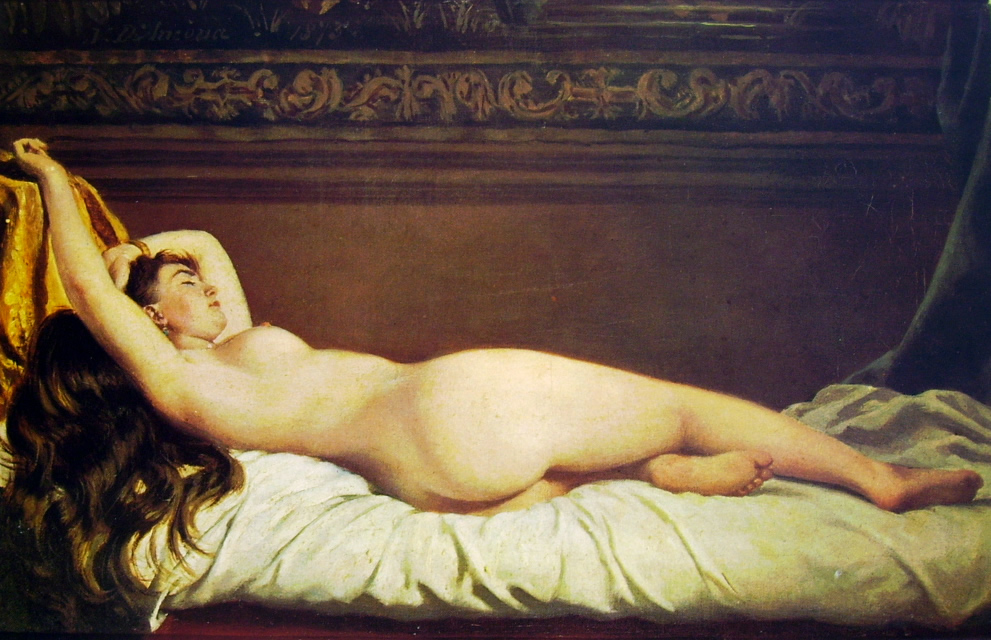
「ヌード」